# Околност
Околността е основна концепция в топологията и свързаните области на математиката с централно място в теорията на топологичните пространства, което е тясно свързано с концепциите за отворено множество и вътрешност. Неформално описание на околност на дадена точка е множество от точки, което включва точката и е такова, че може да се придвижим на известно разстояние от точката без да напуснем множеството.
Според по-прецизна дефиниция, ако {\displaystyle X} е топологично пространство и {\displaystyle p} е точка от {\displaystyle X,} тогава околност на {\displaystyle p} е подмножество {\displaystyle V} на {\displaystyle X}, което включва отворено множество {\displaystyle U}, съдържащо {\displaystyle p}:
{\displaystyle p\in U\subseteq V\subseteq X.}